# فرانک کودرو
فرانک کودرو (انگلیسی: Franck Queudrue؛ زادهٔ ۲۷ اوت ۱۹۷۸) بازیکن فوتبال اهل فرانسه است.
از باشگاه‌هایی که در آن بازی کرده‌است می‌توان به باشگاه فوتبال فولام، باشگاه فوتبال میدلزبرو، باشگاه فوتبال کولچستر یونایتد، باشگاه فوتبال بیرمنگام سیتی، باشگاه فوتبال لانس، و باشگاه فوتبال ستاره سرخ اشاره کرد.
وی همچنین در تیم ملی ب فوتبال فرانسه  بازی کرده‌است.